# Damian van der Haar
Damian van der Haar is een Nederlands voetballer die als verdediger voor PEC Zwolle speelt.

## Carrièrestatistieken
| Seizoen                    | Club            | Land            | Competitie      | Competitie | Competitie | Beker | Beker | Internationaal | Internationaal | Overig | Overig | Totaal | Totaal |
| Seizoen                    | Club            | Land            | Competitie      | Wed.       | Dlp.       | Wed.  | Dlp.  | Wed.           | Dlp.           | Wed.   | Dlp.   | Wed.   | Dlp.   |
| -------------------------- | --------------- | --------------- | --------------- | ---------- | ---------- | ----- | ----- | -------------- | -------------- | ------ | ------ | ------ | ------ |
| 2023/24                    | PEC Zwolle      | Nederland       | Eredivisie      | 16         | 0          | 1     | 0     | –              | –              | 0      | 0      | 17     | 0      |
| 2024/25                    | PEC Zwolle      | Nederland       | Eredivisie      | 29         | 2          | 0     | 0     | –              | –              | 0      | 0      | 29     | 2      |
| Carrière totaal            | Carrière totaal | Carrière totaal | Carrière totaal | 45         | 2          | 1     | 0     | 0              | 0              | 0      | 0      | 46     | 2      |
| Bijgewerkt tot 19 mei 2025 |                 |                 |                 |            |            |       |       |                |                |        |        |        |        |

## Trivia
- Damian is de zoon van oud-voetballer Albert van der Haar.